# Juin 1945
Les événements concernant la Seconde Guerre mondiale sont détaillés dans l'article Juin 1945 (guerre mondiale).

## Événements
- Algérie : une sécheresse inhabituelle aggravée par une invasion de sauterelles cause la crise du blé. La métropole organise une aide humanitaire envers les départements français d'Algérie[1].
- À Paris, le dessinateur Edmond Calvo achève d'imprimer la deuxième partie de La bête est morte !.

- 4 juin : Paul Ferdonnet, le « traître de la radio de Stuttgart », agent de la propagande nazie, est arrêté par les troupes françaises en Bavière.

- 5 juin : Conférence alliée à Berlin au quartier général de la délégation soviétique entre Joukov, De Lattre, Montgomery et Eisenhower. La commission de contrôle alliée est officiellement créée. Déclaration de Berlin sur le statut de l’Allemagne occupée. Elle sera divisée en zones confiées aux États-Unis, à l’Union soviétique, à la Grande-Bretagne et à la France, qui exercent l’autorité complète sur tous les aspects de la vie dans chacune de leur zone respective. La région de Berlin est également découpée en quatre  zones. Chaque zone est administrée par  un gouverneur militaire. Les décisions concernant l’Allemagne entière seront prises à l’unanimité des quatre puissances. Les frontières de l'Allemagne sont fixées à celles qui existaient au 31 décembre 1937.
- 5 - 26 juin : écrasante défaite de Winston Churchill aux élections législatives britanniques. Les travaillistes remportent 393 sièges contre 213 aux conservateurs. Clement Attlee entre au cabinet.

- 6 juin : déclaration de guerre du Brésil au Japon.

- 9 juin, France : épuration monétaire par échange nominatif des billets de banque et le recensement des bons du trésor en circulation. Le but premier est d'enlever toute valeur aux milliards emportés par les Allemands et placés dans certains pays neutres comme l'Espagne, le Portugal et la Suisse. Le deuxième but est d'évaluer la fortune des Français afin d'établir l'assiette fiscale du futur impôt de péréquation nationale. Le troisième but est d'obliger les Français à déposer leur argent liquide sur les comptes bancaires. Au bilan, une partie importante des billets ne remonteront pas à la Banque de France (destruction, argent du crime, marché noir).

- 10 juin :
  - Trieste. Selon l'accord signé à Duino le 10 juin, le XIIIe corps britannique se déploya à l'Ouest d'une ligne de démarcation appelée « ligne Morgan (en) ». Les soldats yougoslaves se retireront à l'est de cette ligne.
  - La Diète impériale japonaise accorde les pleins pouvoirs au Premier Ministre Kantarō Suzuki.

- 11 juin :
  - Canada : William Lyon Mackenzie King (libéral) est réélu Premier ministre.
  - Tchécoslovaquie : les autorités soviétiques  commencent l'expulsion des populations allemandes des Sudètes vers l'Ouest.

- 12 juin : Trieste : Selon l'accord signé à Duino le 10 juin, les soldats yougoslaves se retirent à l'Est de cette ligne.

- 14 juin : 
  - Premier vol de l'avion de ligne britannique Avro Tudor.
  - Arrestation de l'ancien ministre des Affaires Etrangères du Troisième Reich, Joachim von Ribbentrop par des volontaires belges au service de l'armée britannique, près de Hambourg.

- 15 juin : le roi George VI dissout le Parlement en prévision des prochaines élections législatives; les premières depuis 1935.

- 16 juin :
  - nationalisation d'« Air France ». Fin de la présence de l'armée française en Val d'Aoste.
  - le premier ministre belge Achille van Acker démissionne avec son cabinet pour protester du retour en Belgique du Roi Léopold III.
  - depuis la libération du camp de Dachau le 29 avril; près de 2500 anciens déportés sont morts, principalement du typhus.

- 18 juin :
  - Inculpation à Londres du fasciste britannique William Joyce, surnommé Lord Haw-Haw, propagandiste à la radio nazie, pour trahison.
  - Staline  avait nié le 19 mai, que les seize leaders politiques et militaires de la Résistance polonaise contre les nazis qui avaient été arrêtés, par le NKVD et emprisonnés à Moscou, le 28 mars 1945, l'avaient été pour des raisons politiques. Le Procès des seize débute le 18 juin à Moscou et se déroulera jusqu'au 21 juin. Ils sont jugés sous le motif fallacieux d'avoir combattu les troupes soviétiques.

- 19 juin :
  - l’Espagne franquiste est exclue de la future ONU à la conférence de San Francisco.
  - le roi des Belges Leopold III refuse , une nouvelle fois, d'abdiquer.

- 21 juin :
  - la Syrie et le Liban relèvent tous les Français de leurs services.
  - A Moscou, lors du procès des Seize dirigeants politiques et militaires de la Résistance intérieure polonaise; 12 des 16 membres sont déclarés coupables "d'action de diversion derrière le front soviétique"; c'est-à-dire dans les territoires polonais libérés par l'Armée Rouge qui devaient, selon les accords de Yalta, être annexés à l' URSS à la fin de la guerre. Après trois jours du procès, les sentences prononcées furent les suivantes :

Leopold Okulicki (dernier commandant de l'Armia Krajowa et de forces armées de l'intérieur) : dix ans de réclusion (exécuté en prison 
en décembre 1946).
Jan Stanisław Jankowski (vice-président du conseil des ministres du gouvernement polonais en exil) : huit ans, mort en prison à Vladimir le 13 mars 1953.
Adam Bień (vice-président du SN) : cinq ans .
Stanisław Jasiukowicz (vice-président du SN) : cinq ans (mort en prison à Boutyrka quelques jours avant la fin de sa détention, probablement assassiné) .
Kazimierz Pużak (président du Conseil d'Union nationale) : un an et demi ; libéré en septembre 1945, en 1947 arrêté par l'UB et condamné à dix ans de réclusion, mort à la prison de Rawicz en 1950 .
Kazimierz Bagiński (vice-président du SL) : un an ; libéré et contraint d'émigrer aux États-Unis .
Aleksander Zwierzyński (président de l'Union démocratique) : huit mois .
Eugeniusz Czarnowski (vice-président de l'Union démocratique) : six mois . 
Józef Chaciński (président de l'Union du travail) : quatre mois .
Stanisław Mierzwa (représentant du SL) : quatre mois, arrêté de nouveau en Pologne et condamné à sept ans de prison pour son activité au sein du Parti populaire polonais (PSL) .
Zbigniew Stypułkowski (secrétaire général du Conseil national politique provisoire) : quatre mois, après le retour en Pologne, contraint à l'émigration vers la Grande-Bretagne .
Stanisław Mierzwa (représentant de l'Union de travail) : quatre mois .
Stanisław Michałowski (polityk) (vice-président de l'Union démocratique) : relaxé .
Kazimierz Kobylański (représentant du SN) : relaxé .
Józef Stemler (vice-ministre du département de l'information du gouvernement clandestin polonais) : relaxé.
- 22 juin :
  - premier vol de l'avion de ligne court-courrier britannique Vickers VC.1 Viking.

- 22 juin - 6 août[2] : campagne de protestations et grève générale au Nigeria orchestrée par Nnamdi Azikiwe.

- 23 juin : 
  - San Francisco: les représentants américains, britanniques, chinois et soviétiques donnent leur accord pour l'admission de la Pologne à l'Organisation des Nations unies.
  - Birmanie: Simon Gascoigne Eden, fils du ministre des Affaires étrangères du Royaume-Uni Anthony Eden disparaît au cours d'une mission aérienne.

- 24 juin :
  - Wim Schermerhorn entre en fonction comme 1er Premier ministre des Pays-Bas.
  - Un Défilé du Jour de la Victoire 1945 est organisé par Staline et les membres du Politburo sur la place Rouge à Moscou. 40.000 soldats y participent. La parade est conduite par le maréchal Joukov monté sur un cheval blanc. Tous les drapeaux nazis capturés, plus de 200, sont jetés au sol devant le mausolée de Lénine.

- 26 juin :
  - fin de la Conférence de San Francisco. Adoption par 50 États fondateurs de la Charte des Nations unies[3] : naissance de l'ONU
  - Décès de l'ancien président de la République Tchécoslovaque Emil Hácha dans un hôpital de Prague. Il avait été arrêté par les autorités tchèques, le 14 mai, sous le motif de collaboration avec les nazis.

- 27 juin : le secrétaire d'État américain Edward Stettinius démissionne de son poste pour prendre la charge d'ambassadeur des Etats-Unis à l'ONU.

- 28 juin :
  - France : instauration d'une taxe sur les loyers, collectée, pour le Fonds national d'amélioration de l'Habitat, devenu, Agence nationale pour l'amélioration de l'habitat (ANAH) (ordonnance du 28 juin 1945 modifiée le 26 octobre 1945).
  - Pologne : Après la défaite allemande, une coalition de partis organise un Gouvernement provisoire d'unité nationale (28 juin 1945 - début 1947), fusion des gouvernements de Londres et de Lublin, présidé par le socialiste Edward Osóbka-Morawski. Il est constitué de 21 ministres dont 14 sont issus du Comité polonais de libération nationale, souvent nommé comité de Lublin, dont les membres sont, en très grande majorité, des communistes et des sympathisants communistes. Ce gouvernement est officiellement reconnu le mois suivant par les États-Unis et la Grande-Bretagne, qui ont obtenu des Soviétiques la promesse d’élections libres lors de la conférence de Yalta.

- 29 juin :
  - Le gouvernement tchécoslovaque accepte le rattachement de la Ruthénie subcarpatique, prise par les Hongrois à la Tchécoslovaquie en 1939, à l’Ukraine.
  - La RSS d’Ukraine et la RSS de Biélorussie deviennent membres à part entière des Nations unies.

- 30 juin : le président Truman nomme James F. Byrnes secrétaire d'Etat, en remplacement de Edward R. Stettinius, Jr.

## Naissances
- 1er juin : Claire Nadeau, actrice française.
- 8 juin : 
  - Jack Sholder, réalisateur américain.
  - Jean-Luc Van Den Heede, navigateur.
- 11 juin : Roland Moreno, inventeur français († 29 avril 2012).
- 13 juin : 
  - Ronald J. Grabe, astronaute américain.
  - Salvador Valdés Mesa, homme politique cubain.
- 15 juin : 
  - Françoise Chandernagor, écrivain française.
  - Robert Sarah, prélat catholique guinéen.
- 16 juin : Lucienne Robillard, politicien québécois.
- 17 juin : Eddy Merckx, coureur cycliste belge.
- 19 juin : Aung San Suu Kyi, femme politique birmane, prix Nobel de la paix 1991.
- 20 juin :
  - James F. Buchli, astronaute américain.
  - Anne Murray, chanteuse et actrice canadienne.
- 21 juin : Adam Zagajewski, écrivain polonais († 21 mars 2021).
- 22 juin : Luis Castañeda Lossio, politicien péruvien († 12 janvier 2022).
- 25 juin : Kristin Harmon, actrice américaine († 27 avril 2018).
- 28 juin : Ken Buchanan, boxeur britannique († 1er avril 2023).
- 29 juin : Chandrika Kumaratunga femme politique, cinquième présidente du Sri Lanka.

## Décès
- 8 juin : Robert Desnos, poète français (° 1900).
- 16 juin : Nikolaï Berzarine, général soviétique, premier Commandant de la ville de Berlin (° 1er avril 1904).